# مطرف بن عبد الله بن الشخير
مُطَرِّف بن عبد الله بن الشِّخِّيْر (المتوفي سنة 95 هـ) تابعي بصري، وأحد رواة الحديث النبوي.

## سيرته
ينتمي أبو عبد الله مطرف بن عبد الله بن الشخير إلى بني ربيعة بن عامر بن صعصعة، ولأبيه عبد الله بن الشخير صُحبة، وأخويه يزيد وهانئ في عداد التابعين، وهو أسن من اخيه يزيد بعشر سنين. كان مطرف يؤثر مجانبة الفتن، وينهى الناس عن المشاركة فيها، كما عُرف عن مطرف أنه مُستجاب الدعوة، فقد روى غيلان بن جرير أنه كان بين مطرف وبين رجل كلام، فكذب عليه، فقال مطرف: «اللهم إن كان كاذبًا، فأمته»، فخرّ مكانه.
اختلف المترجمون لسيرة مطرف بن عبد الله في زمن وفاته، فقيل سنة 95 هـ، وقيل 86 هـ وقيل بعد طاعون سنة 87 هـ في ولاية الحجاج بن يوسف الثقفي على العراق.

## روايته للحديث النبوي
- روى عن: أبي بن كعب وعثمان بن عفان وعلي بن أبي طالب وأبيه عبد الله بن الشخير وأبي ذر الغفاري[5][1] وعمار بن ياسر وعائشة بنت أبي بكر وعثمان بن أبي العاص ومعاوية بن أبي سفيان وعمران بن حصين وعبد الله بن مغفل المزني وأبي مسلم الجذمي وحكيم بن قيس بن عاصم المنقري[2] وعياض بن حمار التميمي وكعب الأحبار[3]
- روى عنه: الحسن البصري وأخوه يزيد بن عبد الله بن الشخير وأبو التياح يزيد بن حميد وثابت البناني وسعيد بن أبي هند وقتادة بن دعامة وغيلان بن جرير ومحمد بن واسع وأبو نضرة المنذر بن مالك بن قطعة العبدي ويزيد الرشك وحميد بن هلال العدوي وسعيد بن إياس الجريري وابن أخيه عبد الله بن هانئ بن عبد الله بن الشخير وعبد الكريم بن رشيد وأبو نعامة السعدي[2] وخالد بن دريك وأبو مسلمة سعيد بن يزيد وعبد الله بن أبي القلوص وكثير أبو الفضل وأبو حمزة جار شعبة[3]
- الجرح والتعديل: ذكره ابن سعد في الطبقة الثانية من أهل البصرة،[3] وقال عنه: «كان ثقة له فضل وورع وعقل وأدب»،[1] وقد وّقعه العجلي،[2] كما روى له الجماعة.[3]